# Kozo Arai
Kozo Arai (荒井 公三 Arai Kozo?,  nacido el 24 de octubre de 1950 en Hiroshima) es un exfutbolista japonés que se desempeñaba como centrocampista.
Arai jugó 47 veces y marcó 4 goles para la Selección de fútbol de Japón entre 1970 y 1977. Arai fue elegido para integrar la selección nacional de Japón para los Juegos Asiáticos de 1970 y 1974.

## Trayectoria

### Clubes
| Club              | País  | Año         |
| ----------------- | ----- | ----------- |
| Furukawa Electric | Japón | 1969 - 1978 |

### Selección nacional
| Selección | País  | Año         |
| --------- | ----- | ----------- |
| Absoluta  | Japón | 1970 - 1977 |

## Estadística de equipo nacional
| Selección de Japón | Selección de Japón | Selección de Japón |
| Año                | Part.              | Goles              |
| ------------------ | ------------------ | ------------------ |
| 1970               | 6                  | 0                  |
| 1971               | 4                  | 0                  |
| 1972               | 8                  | 2                  |
| 1973               | 5                  | 0                  |
| 1974               | 5                  | 1                  |
| 1975               | 3                  | 1                  |
| 1976               | 15                 | 0                  |
| 1977               | 1                  | 0                  |
| Total              | 47                 | 4                  |

## Palmarés

### Títulos nacionales
| Título                   | Club              | País  | Año  |
| ------------------------ | ----------------- | ----- | ---- |
| Japan Soccer League      | Furukawa Electric | Japón | 1976 |
| Copa del Emperador       | Furukawa Electric | Japón | 1976 |
| Copa Japan Soccer League | Furukawa Electric | Japón | 1977 |

### Distinciones individuales
| Distinción                  | Año  |
| --------------------------- | ---- |
| Japan Soccer League Best XI | 1971 |
| Japan Soccer League Best XI | 1973 |
| Japan Soccer League Best XI | 1974 |
| Japan Soccer League Best XI | 1976 |